# دائرة عين بني مطهر
دائرة عين بني مطهر هي إحدى دوائر إقليم جرادة، التابع لجهة الشرق، المملكة المغربية. تضم الدائرة 4 جماعات قروية، وبلغ عدد سكانها 19402 فرداً سنة 2004 حسب الإحصاء الرسمي للسكان والسكنى. يتبع للدائرة 8 مشيخة و61 دوار.

## التقسيمات الإداريّة
تعتبر دائرة عين بني مطهر إحدى الدوائر المشكّلة لإقليم جرادة، وهو التقسيم الإداري من المستوى الرابع المعتمد في المغرب. ينقسم إقليم جرادة إلى 11 جماعات قروية تختلف من حيث السكان والمساحة، والتي بدورها تنقسم إلى مشيخات تضم عدداً من الدواوير.